# مومو ، بيدمونت
مومو هي بلدية (بلدية) في مقاطعة نوفارا في منطقة بيدمونت الإيطالية ، وتقع على بعد حوالي 90 كيلومتر (56 ميل) شمال شرق تورينو وحوالي 15 كيلومتر (9 ميل) شمال غرب نوفارا.
تقع مومو على حدود البلديات التالية: بارينغو و بيلينزاغو نوفاريس وبريونا و كالتينياغا و أوليجيو و فابريو داجونيا، يقع مصلى أقدس الثالوث على بعد كيلومترين شمال المدينة.

## روابط خارجية
- الموقع الرسمي